# Тогачі (Нью-Мексико)
Тогачі (англ. Tohatchi) — переписна місцевість (CDP) в США, в окрузі Маккінлі штату Нью-Мексико. Населення — 785 осіб (2020).

## Географія
Тогачі розташоване за координатами 35°50′25″ пн. ш. 108°45′7″ зх. д. / 35.84028° пн. ш. 108.75194° зх. д. (35.840251, -108.752028).  За даними Бюро перепису населення США в 2010 році переписна місцевість мала площу 16,27 км², з яких 15,94 км² — суходіл та 0,33 км² — водойми.

## Демографія
Згідно з переписом 2010 року, у переписній місцевості мешкало 808 осіб у 268 домогосподарствах у складі 184 родин. Густота населення становила 50 осіб/км².  Було 361 помешкання (22/км²).
Расовий склад населення:
| - 87,9 % — корінних американців - 5,6 % — білих - 5,1 % — азіатів - 0,1 % — вихідців з тихоокеанських островів |

До двох чи більше рас належало 1,1 %. Частка іспаномовних становила 2,0 % від усіх жителів.
За віковим діапазоном населення розподілялося таким чином: 25,0 % — особи молодші 18 років, 60,3 % — особи у віці 18—64 років, 14,7 % — особи у віці 65 років та старші. Медіана віку мешканця становила 36,2 року. На 100 осіб жіночої статі у переписній місцевості припадало 87,0 чоловіків;  на 100 жінок у віці від 18 років та старших — 82,0 чоловіків також старших 18 років.
Середній дохід на одне домашнє господарство  становив 46 914 долари США (медіана — 39 375), а середній дохід на одну сім'ю — 55 256 доларів (медіана — 47 917). Медіана доходів становила 47 917 доларів для чоловіків та 42 222 долари для жінок. За межею бідності перебувало 17,5 % осіб, у тому числі 14,7 % дітей у віці до 18 років та 36,9 % осіб у віці 65 років та старших.
Цивільне працевлаштоване населення становило 272 особи. Основні галузі зайнятості: освіта, охорона здоров'я та соціальна допомога — 45,6 %, публічна адміністрація — 18,4 %, роздрібна торгівля — 11,4 %, будівництво — 10,3 %.